# Villefagnan
Villefagnan é uma comuna francesa na região administrativa da Nova Aquitânia, no departamento de Charente. Estende-se por uma área de 23,65 km². Em 2010 a comuna tinha 999 habitantes (densidade: 42,2 hab./km²).